# Зарубино
Зару́бино (рос. Зарубино) — село у складі Топкинського округу Кемеровської області, Росія.

## Населення
Населення — 1427 осіб (2010; 1418 у 2002).
Національний склад (станом на 2002 рік):
- росіяни — 94 %